# Chariesthes basiflavipennis
Chariesthes basiflavipennis là một loài bọ cánh cứng trong họ Cerambycidae.